# Rambler传媒集团
Rambler（俄语：Рамблер）是一个来自俄罗斯的搜索引擎，也是俄罗斯最大的门户网站之一。自2006年起，该公司归属于Prof-Media与Rambler传媒集团管辖。1996年，迪米特里·克里尤科夫与谢尔盖·里萨科夫和弗拉基米尔·萨莫伊洛夫一行人共同创建了这一门户。

## 历史
Rambler创办于1996年。2005年，Rambler公开上市，第二年即被Prof-Media收购。
2008年7月，谷歌打算以1.4亿美元的价格收购Rambler下属的广告推送平台——Begun，最终这一收购计划在俄罗斯反垄断机构的干预下破产。
截止到2013年7月13日，Rambler在全俄所有网站中的用户受欢迎度排第11位；Rambler在俄罗斯境内市场的主要对手仍然是Yandex和Mail.ru。
2016年9月，有报道指出Rambler在2012年2月发生用户数据泄露。LeakedSource获得了一份包含9800万名用户的基本数据，其中包括用户名、密码和ICQ即时通讯的账户有关内容等。这一事件暴露出Rambler.ru以明文方式存储用户密码——任何破解该数据库的任都可以获得用户的账户信息。
2020年，国营企业俄罗斯联邦储蓄银行成为Rambler传媒集团的唯一母公司。

## 服务
Rambler传媒集团的业务包括网络搜索、电子邮箱、新闻推送和网络购物等。Rambler传媒集团也拥有下列网站：
- Lenta.ru：在线俄语新闻网
- Doktor.ru：医疗、饮食指导网站
- Mama.ru：育儿网站
- Ferra.ru：关于电脑设备基本信息的网站
- rns.online：新闻整合与推送网站
- eda.ru：烹饪、食谱有关资源网

## 有关链接
- 搜索引擎列表